# È Natale (Salvo Nicolosi)
È Natale è un singolo di Salvo Nicolosi, pubblicato il 23 dicembre 2015.

## Tracce
1. È Natale – 3:40